# Генрі Сіджвік
Генрі Сіджвік (англ. Henry Sidgwick; 31 травня 1838, Скіптон, Йоркшир — 28 серпня 1900, Кембридж, Кембриджшир)  — англійський утилітарний філософ та економіст; з 1883 року і до смерті — професор філософії в Найт-Бриджті .Один із засновників і перший президент Товариства психологічних досліджень, член Метафізичного товариства. Впливовий економіст XIX століття.
Засновник коледжу «Невнем» (1875 р.), єдиного жіночого коледжу Кембриджського університету. Це був другий коледж Кембриджу (після Джіртон коледжу), в якому до викладання допускали жінок. Співзасновницею коледжу була Міллічент Гарретт.
Учасник інтелектуального таємного товариства Кембриджських апостолів з 1856 року.

## Біографія
Народився в Скіптоні, в Йоркширі, де його батько, преподобний У. Сіджвік, був директором місцевої гімназії Ермістед. Його матір звали Мері Сіджвік (1807—1879).
Навчався Генрі в Рагбі (де його двоюрідний брат, згодом його зять, Едвард Уайт Бенсон, пізніше архієпископ Кентерберійський, був майстром), і в Триніті-коледжі в Кембриджі. В Триніті Сіджвік став членом об'єднання Кембриджських апостолів. У 1859 році став відмінником навчання. У тому ж році був обраний на стипендію в Триніті, і незабаром після цього почав працювати лектором у Кембриджі, і на цій посаді провів близько десяти років.  Інститут Сиджвік, де знаходиться кілька університетських факультетів мистецтва та гуманітарних наук, названий на його честь.
У 1869 р. почав вести лекції з етики, предмету, вивченню якого він приділяв значну увагу. У 1874 р. опублікував «Етичні методи» (6-е видання 1901 р., що містить виправлення, написане напередодні його смерті). Ця робота зробила йому добру репутацію за межами університету. Джон Роулз назвав це «першою дійсно академічною роботою в моральній теорії, сучасною як методом, так і духом».
У 1875 році призначений читачем моралі та політичної філософії в Триніті, а у 1883 році обраний професором філософії Найтфорд Брідж.
Крім своїх лекційних та літературних праць, Сіджвік брав активну участь у бізнесі університету та у багатьох формах соціальної та благодійної роботи. З 1882 по 1899 рік він був членом Генеральної комісії з досліджень; також був членом Ради Сенату Ради Індійської цивільної служби та Синдикату місцевих іспитів та лекцій та голови Спеціальної ради з питань моральної науки.
Одружився з Елеанор Мілдред, яка була членом Товариства жінок в Кембриджі.
Сіджвік був одним із засновників і першим президентом Товариства психологічних досліджень, членом Метафізичного товариства.
Науковець також взяв участь у просуванні вищої освіти жінок. Він допоміг започаткувати вищі місцеві іспити для жінок, а також проводити лекції у Кембриджі під час підготовки до них. За його пропозицією і з його допомогою Енн Кло відкрила студентський дім, який трансформувався у коледж Неннем у Кембриджі. Коли в 1880 році до коледжу було додано Північний зал, Сіджвік, який в 1876 році одружився з Елеанор Мілдред Бальфур (сестра А. Дж. Балфур), жив там два роки. Його дружина стала директором коледжу після смерті Кло у 1892 році, і Генрі з дружиною мешкали там усе подальше життя. Протягом всього цього періоду Сіджвік виявляв найглибший інтерес до забезпечення благополуччя коледжу. У політиці він був лібералом, а в 1886 став ліберальним союзником (партія, яка згодом ефективно об'єдналася з Консервативною партією).
На початку 1900 року був змушений за станом здоров'я вийти на пенсію, і через кілька місяців помер.

## Наукові погляди
У філософії та економіці Сіджвік був прихильником утилітаризму і одним з найвпливовіших етичних філософів вікторіанської епохи. Своєю метою він бачив відповідь на питання: 
|  | Чи здатна етика запропонувати таку концепцію моралі, яку зміг би прийняти кожен мислячий індивід? |

Він висуває три види кінцевих мотивів дій індивіда: 
1. щастя або задоволення (під «задоволенням» Г. Сіджвік розуміє те почуття, яке відчуває індивід, коли отримує те, що, приймається ним за бажане або (в разі порівняння) за переважне);
2. досконалість;
3. борг.

Ці різні підстави, в свою чергу, визначають три основних етичних складових методу: інтуїтивізм, егоїстичний гедонізм і утилітаризм (універсальний егоїзм). Найбільший розвиток в сучасних суспільствах отримав, на його думку, егоїстичний гедонізм, який спирається тільки на особисте щастя.
Виділяв кілька джерел щастя: «здоров'я, багатство, дружба і сімейні зв'язки, популярність і соціальне становище, влада, цікаве і сприятливе оточення, розваги, в тому числі задоволення любові до знань».
Він зазначав, що одним з важливих джерел щастя в сучасному суспільстві визнається багатство: більшість членів суспільства саме на отриманні його концентрують свою увагу, жертвуючи своїм здоров'ям, відмовляючись від багатьох інших. Але разом з тим, Сіджвік, відзначаючи існуючий стан справ, вважав, що егоїстичний гедонізм не може стати методом для побудови етичної системи, яку б прийняли всі (такою системою йому бачиться «утилітаризм», який розуміється їм як «універсальний гедонізм»).

## «Принципи політичної економії»
В 1883 році Сіджвік написав свій трактат «Принципи політичної економії» (The Principles of Political Economy) — книга економічна, написана мовою економістів й для економістів. Перш за все у своїй праці Сіджвік вказує на те, що для збереження накопиченого капіталу необхідна безперервна витрата праці. Тому накопичений запас матеріальних ресурсів — це одне, а багатство суспільства, його реальний дохід — це інше. Оплата праці при такому погляді на речі виявляється швидше вирахуванням з доходу, ніж складовою частиною капіталу. Звідси йде така думка: капітал з точки зору індивіда і з точки зору суспільства — це не одне і те ж.
Сіджвік також приводить прості приклади, що пояснюють різницю між приватною і суспільною вигодою. Наприклад, можна заробити гроші, засновуючи примарні акціонерні компанії. Вони самостійно збагачуються, але багатство суспільства не збільшується. З іншого боку, суспільство, безсумнівно, отримує вигоду від маяка. Цінність послуг маяка піддається виміру. Однак навряд чи хоч один бізнесмен вкладе свої кошти в маяк, розраховуючи отримувати прибуток від його послуг. До такого ж роду товарів і послуг належать лісонасадження, наукові розробки (а в наш час можна додати заходи і споруди по захисту природи і екологічного очищення довкілля). Цілком очевидно, що економічний ефект для суспільства від подібних благ набагато перевищує витрати на їх створення і витрати виробництва. Але жоден приватний підприємець не зможе організувати собі покриття таких витрат.
З іншого боку, говорить Сіджвік, нерідкі випадки, коли вигода, одержувана приватником, перевищує його дійсний внесок у сукупний суспільний продукт.
Наприклад, певне положення земельної ділянки може створити серйозні проблеми при плануванні міської або промислової забудови або прокладанні шляхів сполучення. Подібні проблеми суспільство змушене вирішувати такою ціною, яка набагато перевищує звичайну ренту з аналогічних ділянок землі.
Таким чином, система вільної конкуренції не забезпечує ефективного вирішення багатьох типів проблем виробництва. У всіх подібних випадках потрібне втручання держави в тій чи іншій формі. Саме тому, Сіджвіка розгляють як одного з перших економістів, які підняли проблему т.з. «фіаско ринку».